# Massif d'Andringitra
Le massif d'Andringitra est un massif montagneux de Madagascar. La zone a été déclarée parc national depuis 1999 et reconnue au patrimoine mondial en 2007.

## Géographie

### Situation

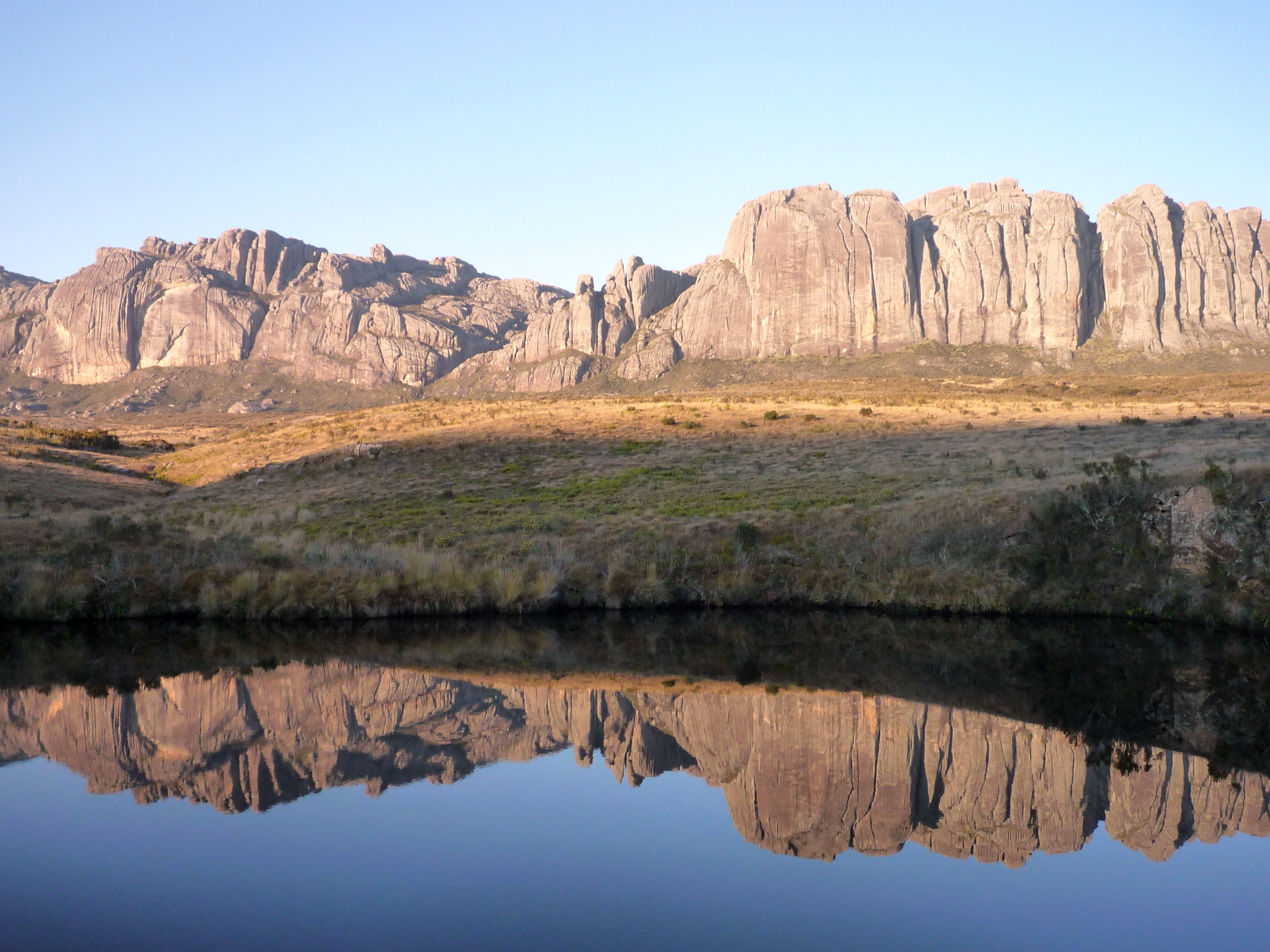
Le massif à l'aube

Situé dans la partie méridionale de l'île, à 120 km au nord du tropique du Capricorne, et à une centaine de kilomètres de l'océan Indien, ce massif a une orientation générale nord/sud (plus exactement NNO/SSE). D'une longueur de 62 km et d'une largeur moyenne de 3 km (10 km au centre du massif), son altitude varie de 500 à 2 658 m. 
Il est situé en partie sur la commune rurale de Antambohobe.

### Principaux sommets

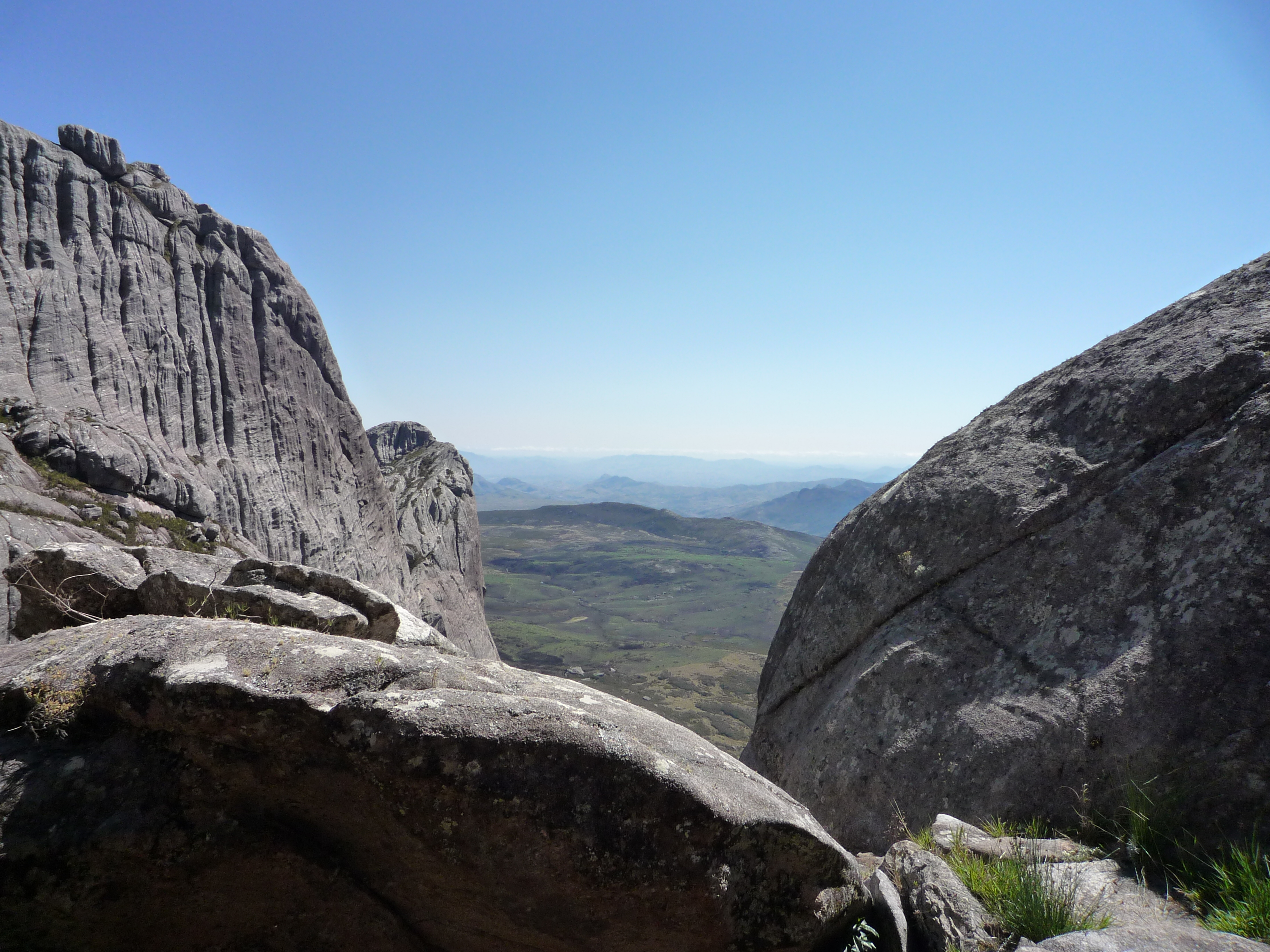
Au sommet du pic Boby

L'Andringitra culmine au pic Boby (2 658 m), qui est le deuxième sommet de Madagascar. À l'extrême sud du massif, en situation un peu isolée, se dresse le pic Ivohibe (2 069 m)

### Géologie
Formé au Précambrien, ce massif est constitué essentiellement de granite, de syénite à pyroxène ou de granite syénitique. 
La plupart des failles qui fracturent le massif sont longitudinales, ou disposées en étoile.
La roche cristalline dure a été fortement érodée par les eaux de ruissellement, qui ont creusé des sillons de dimension métrique.

### Climat
Ces caractéristiques font de lui une barrière topographique faisant obstacle à l'alizé, limitant sa pénétration vers l'ouest du pays. Cet alizé apporte beaucoup d'humidité au massif (plus de 2 000 mm de précipitations par an).
En quelques kilomètres, le climat change entre le versant océanique à l'est, humide et exposé à l'alizé, et le versant continental plus sec à l'ouest.

### Faune et flore
L'Andringitra est peuplé de nombreuses espèces endémiques non seulement à l'île de Madagascar, mais aussi plus spécialement à ce massif.

## Populations
Trois principales ethnies habitent aux abords du massif :
- les Bara Haronga vivent dans la forêt tropicale à l'est du massif. Ils cultivent le riz, le café, la canne à sucre et des arbres fruitiers. Ils pratiquent aussi l'élevage de bovins ;
- les Betsileos vivent sur les contreforts septentrionaux de l'Andringitra. Ils ont construit des terrasses sophistiquées sur les flancs de la montagne et organisé un réseau d'irrigation destiné à la culture du riz ;
- les Bara vivent à l'ouest et au sud du massif. Ils utilisent les ressources naturelles de la savane claire (exploitation agropastorale).

## Histoire
L'Andringitra servit autrefois de refuge pour les populations Betsileo de la plaine lors de raids menés par les Sakalava ou les Merina.
Henri Perrier de La Bâthie, qui a exploré ce massif en 1925, obtint de l'administration de faire de la zone centrale du massif une réserve naturelle sur environ 31 200 hectares en 1927.
En 1999, la réserve a été déclarée parc national et reconnue au patrimoine mondial en 2007.

## Parc national d'Andringitra
Le parc national d'Andringitra a été initialement créé en 1927 en tant que réserve naturelle intégrale puis classé parc national en 1999.
Il est l’un des six parcs classés, en 2007, au Patrimoine naturel mondial des forêts humides de l’Atsinanana.